# Шинкелев
Шинкелев (пол. Szynkielew) — село в Польщі, у гміні Паб'яниці Паб'яницького повіту Лодзинського воєводства.
Населення — 359 осіб (2011).
У 1975-1998 роках село належало до Лодзинського воєводства.

## Демографія
Демографічна структура станом на 31 березня 2011 року:
|          | Загалом | Допрацездатний вік | Працездатний вік | Постпрацездатний вік |
| -------- | ------- | ------------------ | ---------------- | -------------------- |
| Чоловіки | 181     | 38                 | 127              | 16                   |
| Жінки    | 178     | 30                 | 112              | 36                   |
| Разом    | 359     | 68                 | 239              | 52                   |